# Liptena maesseni
Liptena maesseni är en fjärilsart som beskrevs av Henry Stempffer 1974. Liptena maesseni ingår i släktet Liptena och familjen juvelvingar. Inga underarter finns listade i Catalogue of Life.